# Mycetophila lanfrancoae
Mycetophila lanfrancoae är en tvåvingeart som beskrevs av Duret 1977. Mycetophila lanfrancoae ingår i släktet Mycetophila och familjen svampmyggor. Inga underarter finns listade i Catalogue of Life.